# Tors Bockar
Tors Bockar är Sundsvalls akademiska manskör.
Kören grundades inför Valborgsmässoaftonen år 2000 på initiativ av Jon Johnson, och dess syfte är att samla sångare intresserade av traditionell manskör till studentikosa aktiviteter, speciellt kring Valborg.
Körens förste dirigent är David Bodin.

## Körens medlemmar
- Johan Agås (T1)
- David Bodin
- Per Hellström (B2)
- Daniel Hilmersson
- Mattias Hägglund
- Björn Högberg (B1)
- Magnus Johansson (B2)
- Jon Johnson (T1)
- Ulf Karnell
- Lars Kongsholm
- Örjan Lindén
- Henrik Melander
- Andreas Narvå (T2)
- Magnus Pettersson (B2)
- Sven Rikner
- Niclas Sundqvist
- Per-Olof Swing
- Pierre Ulming
- Mats Ågerbrant

T1=första tenor, T2=andra tenor, B1=första bas, B2=andra bas